# کلاجو سانتورو
کلاجو سانتورو (پرتغالی: Cláudio Santoro؛ ۲۳ نوامبر ۱۹۱۹ –۲۷ مارس ۱۹۸۹) آهنگساز، رهبر ارکستر و نوازنده ویولن مشهور اهل برزیل بود.

وی از شاگردان «هانس-یواخیم کوئلروتر» و «نادیا بولانژه» بود و بعدها یکی از پایه‌گذاران «ارکستر سمفونیک برزیل» شد و همان‌جا به نوازندگی و فعالیت ادامه داد.